# Johann Ulrich von Salis-Seewis

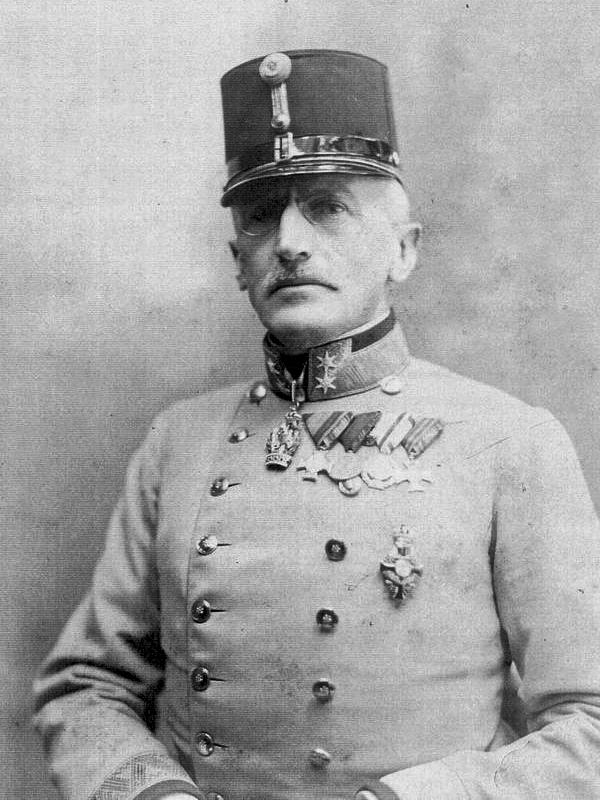
Johann Ulrich von Salis-Seewis

Johann Ulrich Graf von Salis-Seewis (* 8. Dezember 1862 in Karlstadt, Kroatien; † 24. Oktober 1940 in Agram) war ein österreichisch-ungarischer Offizier, der aus dem schweizerischen Adelsgeschlecht Salis-Seewis entstammte und am Ende des Ersten Weltkrieges zum Feldzeugmeister aufstieg.

## Leben

### Herkunft
Der Vater Gaudenz Gubert (1824–1873) war k.u.k. Hauptmann, der über Modena in den österreichischen Heeresdienst gekommen war und sich 1857 mit der kroatischen Freiin Wilhelmine Vranyczany von Dobrinovic (1839–1898) vermählte. Der Urgroßvater Johann Gaudenz von Salis-Seewis (1762–1834) war Generalstabschef der Helvetischen Republik, vor allem war er als Lyriker bekannt. Johann Ulrich war als drittes Kind geboren, als sein Vater 1873 starb, wurde Johann Ulrich mit 10 Jahren zum Halbwaisen. Auf dem Totenbett des Vaters musste er versprechen, die Mutter bei der Erziehung seiner drei jüngeren Brüder zu unterstützen. Das Gymnasium absolvierte im oberösterreichischen Benediktinerkloster von Kremsmünster, wo er auch maturierte. Nach seiner Reifeprüfung übernahm sein Onkel mütterlicherseits, Feldmarschallleutnant Maroicic, die Leitung seiner weiteren Laufbahn, die für den k.u.k. Militärdienst vorgesehen war.

### Frühe Militärkarriere
Zunächst trat er als Zögling der Genieabteilung der Wiener Technischen Militärakademie bei und wurde am 18. August 1883 als Leutnant ausgemustert. Darauf folgte von 1888 bis 1890 der Besuch der dortigen Kriegsschule. Von 1893 bis 1896 war er Lehrer an der Kadettenschule in Pressburg und wurde am 1. November 1893 zum Hauptmann befördert. Von Oktober 1896 bis Mai 1898 oblag ihm die Evidenthaltung der Streitkräfte der Balkanstaaten. Es folgten Dienste als Kompagnie- und Bataillonskommandant beim ungarischen Infanterieregiment Nr. 82 in Gyulafehérvár. Mit 1. November 1899 wurde er zum Major befördert und kehrte aus dem aktiven Truppendienst wieder in den Generalstab zurück. Er übernahm die Position des Generalstabschefs der 28. Infanterietruppendivision in Laibach und nahm im September 1901 an den Manövern in Veszprém teil. Am 1. November 1903 wurde er zum Oberstleutnant befördert und als Stabsoffizier der bosnisch-herzegowinischen Gendarmerie zugeteilt. Im November 1904 führte er eine Delegation nach Üsküb, um mit der Pforte in Saloniki die Verhältnisse an der Grenze zu Mazedonien zu klären. Am 1. November 1906 folgte die Ernennung zum Oberst, wodurch ihn nach türkischem Reglement automatisch der Rang eines Generals zukam. Das Kriegsministerium veranlasste 1907 nach fast dreijähriger Wirksamkeit die Abberufung aus diesem Posten. Salis wurde darauf zum Interimskommandeur des ungarischen Infanterieregiment Nr. 86 nach Budapest berufen. Kurzfristig fungierte er beim Infanterieregiment Nr. 76 als Bataillonskommandant in Esztergom, bevor er im April 1908 das Kommando des ungarisch-kroatischen Infanterieregiments Nr. 79 "Graf Jellacic" in Fiume erhielt. Die Zeit als Regimentskommandant des Otocaner Grenzregiments währte bis 1912, dann folgte seine Rangerhöhung zum Generalmajor und zum Kommandant der übergeordneten 71. Infanterie-Brigade in der gleichen Garnison.

### Im Weltkrieg
Nach dem Kriegsausbruch im August 1914 zog Salis mit seiner Brigade im Verband der kroatischen 42. Honved-Infanterie-Truppen-Division unter General Sarkotić in den Krieg gegen Serbien. Im Verbande der 5. Armee wurde gegen die Drina forciert. Seine Truppen kämpften während der Operationen in der Macva bei Banova Polje, Vrbocav und Radenkovic und in der siebentägigen Schlacht von Šabac. Am 11. November 1914 übernahm Salis selbst die Führung der 42. Honved-Infanterie-Division und nahm an der zweiten Offensive zur Kolubara teil, die unter hohen Verlusten scheiterte. Der Vormarsch endete mit Nachhutkämpfen bei Dudovica und auf der Höhe von Vis. Im Frühjahr 1915 wurde das XIII. Korps (General von Rhemen) mit der 36. Infanteriedivision und die 42. Honved-Infanterie-Division, zur Armeegruppe Pflanzer-Baltin in den östlichen Karpatenraum verlegt. Die 42. Honved-Infanterie-Division rückte über den Tatarenpass gegen die Linie Worochta-Tatarow zum Pruth vor und konnten Delatyn zurücknehmen. Salis erhielt am 15. Februar 1915 den Rang eines Feldmarschallleutnant und erhielt darauf den Orden der Eisernen Krone 2. Klasse. Ab 16. Februar rückte die Division Salis nach Stanislau vor und wurde dem Kommando des deutschen General der Kavallerie Marschall unterstellt, welche eine Front zwischen Czernowitz bis zum Dnjestr bei Niezwiska verteidigte. Am 14. März 1915 erhielten Salis-Seewis sowie alle Mitglieder seiner Familie mit Allerhöchster Entschließung die österreichische Anerkennung ihres
Adels. Graf Salis-Seewis führte seine Division bis Mitte April 1915, wurde kurz beurlaubt und musste Mitte Juni sein Kommando endgültig an Feldmarschalleutnant Anton Lipošćak abgeben. Seine Enthebung war von General der Kavallerie Pflanzer-Baltin, der mit seiner Führung unzufrieden war, betrieben worden. Seelisch davon schwer getroffen, blieb Graf Salis-Seewis bis Oktober 1915 verschollen. Zum Ausgleich wurde ihm am 14. November 1915 vom Armeeoberkommando die Position als Militärgouverneur für die okkupierten Teile Serbiens in Aussicht gestellt, weil er mit der Sprache und die Verhältnisse am Balkan vertraut war. Erst am 7. Januar 1916 trat Feldmarschall-Leutnant Graf Salis-Seewis, dem gleichzeitig die Würde des Geheimrates verliehen wurde, sein neues Amt als Generalgouverneur in Belgrad an. Seine proslawische Verfügungen machten ihn aber beim ungarischen Ministerpräsidenten Tisza schnell verdächtig, sodass er am 6. Juli 1916 in dieser Position durch den General der Infanterie Adolf von Rhemen abgelöst wurde. Graf Salis-Seewis wurde in Führerreserve gestellt und erhielt als Trost das Kommandeurkreuz des Leopoldsordens samt Kriegsdekoration verliehen.
Anfang Oktober 1917 bis zum Juni 1918 kommandierte er die 92. Infanteriedivision, welche am Unterlauf des Sereth eingesetzt war und zusammen mit der deutschen 109. Infanterie-Division die „Gruppe Rimnic“ bildete. Wegen der dadurch bestehende Unterstellung unter dem deutschen Generalleutnant von Behr fühlte sich Salis rangmäßig zurückgesetzt. Im Juni 1917 oblag es dem aufgewerteten Generalkommando des Grafen Salis in der Walachei den Grenzschutz gegenüber der heranziehenden Orientarmee zu verstärken. Die rumänische Heeresgruppe des Generalfeldmarschall Mackensen hielt an der Donaufront, deren Westteil von der Mündung der Alt bis zur ungarischen Grenze dem Generalkommando Salis übertragen wurde. Noch kurz vor Kriegsende verlegte Salis am 3. November 1918 seinen Sitz von Craiova nach Bukarest, um mit General von Mackensen die Räumung Rumäniens vorzubereiten, am 10. November begann der Rückzug. Am Tag des Endes der k.u.k. Armee am 11. November 1918 erhielt Graf Salis-Seewis noch seine Rangerhöhung zum Feldzeugmeister.

### Lebensabend
Mit 1. Jänner 1919 wurde Graf Salis in den Ruhestand versetzt und nahm seinen Wohnsitz nach dem Zerfall der Monarchie in seinem Geburtsland Kroatien, das nun Teil des aus Serbien und Teilen Österreich-Ungarns neu entstandenen Jugoslawiens war, wo auch seine Geschwister weiter lebten. Über den Weg der Militärpensionsliquidation wurden durch das Wiener Postsparkassenamt die Versorgungsgebühren überwiesen. Die Republik verweigerte lange Zeit die ihm zustehende vollständige Pension, erst knapp vor seinem Tod, erhielt er die rechtmäßigen Summen ausbezahlt. Graf Salis verbrachte seine letzte Lebenszeit im Haus seines bischöflichen Bruders in Agram. Kurz vor seinem Tod wurde Magenkrebs diagnostiziert, er litt furchtbare Schmerzen und konnte kaum mehr Nahrung zu sich nehmen. Er verweigerte die nötige Operation und fügte sich in sein Schicksal, das ihm im Kreise seiner Familie erteilte, die ihn bis zum Schluss beistand.